# Hartwell (Northamptonshire)
Hartwell – wieś w Anglii, w hrabstwie Northamptonshire, w dystrykcie (unitary authority) West Northamptonshire. Leży 11 km na południe od miasta Northampton i 87 km na północny zachód od Londynu. Miejscowość liczy 1815 mieszkańców.